# Rostberget
Rostberget är ett naturreservat kring toppen och västra sidan av berget med samma namn i Vansbro kommun i Dalarnas län.
Området är naturskyddat sedan 2018 och är 50 hektar stort. Reservatet består av grandominerad skog.